# David Live
David Live è il primo album live di David Bowie, pubblicato nel 1974.

## Storia
L'album è stato registrato nel corso del tour seguito alla pubblicazione di Diamond Dogs, e contiene canzoni provenienti dai suoi ultimi album più i consueti classici tratti da The Rise and Fall of Ziggy Stardust and the Spiders from Mars. Il Diamond Dogs Tour ebbe inizio a Montréal, Canada, nel giugno 1974. I concerti dai quali furono selezionate le tracce da inserire nell'album sono quelli tenutisi al Tower Theater di Upper Darby, PA, un sobborgo di Filadelfia, nel luglio 1974. La seconda parte della tournée, più orientata verso la musica soul in quanto Bowie stava incidendo a Filadelfia il materiale che avrebbe costituito il suo nuovo album Young Americans, sarebbe stata rinominata "Philly Dogs".
Fu distribuito per la prima volta nel 1974, in versione LP, dalla RCA Records. L'album è stato successivamente distribuito in CD in due versioni differenti: la prima nel 1990 dalla Rykodisc/EMI (contenente due bonus track ed un'introduzione di Bowie stesso) e la seconda, più recente, nel 2005 dalla EMI/Virgin (contenente due bonus track).
L'album cattura Bowie in un momento di transizione dal periodo glam-rock di dischi quali Ziggy Stardust/Aladdin Sane/Diamond Dogs alla sua fase "plastic soul" di Young Americans. Anche se la copertina dell'album mostra Bowie nel suo nuovo look "soul" in una fotografia dell'ottobre 1974, la musica contenuta nel disco risale al luglio precedente ed attinge molto dal materiale glam dei suoi precedenti album.
Questo fu il tour più ambizioso di Bowie fino a quel momento, con una grande scenografia a rappresentare "Hunger City", la città post-apocalittica descritta in Diamond Dogs, e una band con molti elementi, diretta da Michael Kamen. Il tour venne documentato dal regista Alan Yentob nel documentario Cracked Actor (1975).

## Registrazione

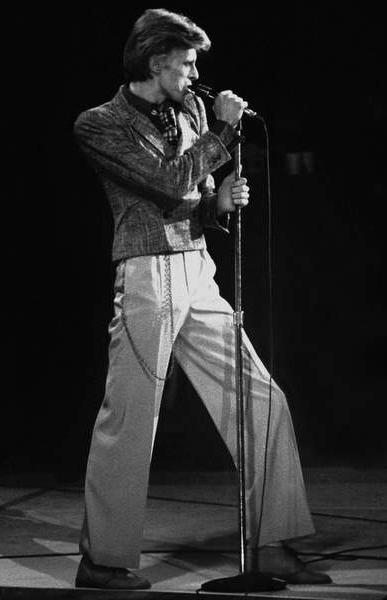
Bowie durante lo Young Americans Tour

Catturare la musica su nastro fu problematico; la maggior parte dei cori di sottofondo, come anche le parti di sassofono, dovettero essere nuovamente incise in studio in fase di post-produzione (come indicato nelle note interne dell'album) perché spesso le esecuzioni erano fuori microfono. Secondo quanto riportato nelle note interne dell'album originale: «This Live album was culled from performances on the 14th & 15th July 1974 at the Tower Theatre, Philadelphia. It is complete and exact. No studio overdubs or re-recording of voices, instruments or audience have been added with the exception of several backing vocals due to loss of theatre mike contact» ("Questo album dal vivo è stato tratto da esibizioni del 14 e 15 luglio 1974 al Tower Theater di Filadelfia. È completo e preciso. Non sono state aggiunte sovraincisioni in studio o ri-registrazioni di voci, strumenti o pubblico, con l'eccezione di qualche coro a causa della perdita di contatto con il microfono"). I concerti del Tower Theater furono anche causa di dissidi tra i componenti della band di supporto di Bowie. David Sanborn e Hugh McCracken (che erano per caso venuti a conoscenza, parlando con John Venable del Record Plant Remote, che le esibizioni sarebbero state registrate) informarono gli altri musicisti che stavano per subire una registrazione non da contratto, e quindi senza compenso extra. La band protestò con Bowie un'ora prima dell'inizio del primo show rifiutandosi di salire sul palco. Venable cercò di placare gli animi proponendo che i Record Plant avrebbero trattenuto i nastri fino a quando non fosse stato raggiunto un accordo economico tra le parti. Circa venti minuti prima dell'inizio dello spettacolo, Bowie acconsentì che ogni musicista ricevesse un compenso extra di 5,000 dollari. Le esibizioni furono registrate da Keith Harwood e David Hewitt sullo studio mobile dei Record Plant Studios.

## Copertina
A posteriori, commentando il disco, Bowie disse che "David Live era la morte definitiva di Ziggy... " e che la foto di copertina dell'album era orribile: «Mio Dio, sembra che sia appena uscito dalla tomba. Ed era proprio come mi sentivo allora. Quel disco avrebbe dovuto intitolarsi "David Bowie è vivo e vegeto ma esiste solo in teoria"».

## Accoglienza
| Recensione                | Giudizio |
| ------------------------- | -------- |
| AllMusic                  | [ 5 ]    |
| Blender                   | [ 6 ]    |
| Ondarock                  | [ 7 ]    |
| MusicHound                | [ 8 ]    |
| Pitchfork                 | [ 9 ]    |
| Robert Christgau          | C-       |
| Rolling Stone Album Guide | [ 11 ]   |

Alla sua pubblicazione l'album venne criticato per l'"ossessione" di Bowie di riarrangiare le proprie canzoni e per la strana tonalità del suo cantato. I giudizi degli ascoltatori furono discordanti, nonostante la presenza di ospiti illustri quali Michael Kamen, Earl Slick e David Sanborn, o Flowers, Mike Garson e Tony Newman provenienti dalle sessioni per Diamond Dogs. Tuttavia alcune delle interpretazioni furono lodate, come la versione upbeat latin-jazz di Aladdin Sane e l'atmosferica aggiunta strumentale a The Width of a Circle. Inoltre, l'album si distingue per essere il primo disco a contenere una versione cantata da Bowie di All the Young Dudes, brano da lui composto e dato ai Mott the Hoople per il loro omonimo album del 1972.
All'epoca, Mick Jagger commentando David Live disse di ritenere "terribile" la versione di Knock on Wood sull'album di Bowie. Jagger si spinse anche oltre affermando: «Se avessi delle recensioni come quelle che ha avuto lui per quel disco, non avrei mai più inciso in vita mia. Mai più.»
Nonostante ciò David Live esordì al secondo posto della classifica degli album nel Regno Unito. Negli Stati Uniti raggiunse l'ottava posizione della Billboard 200, guadagnando anche un disco d'oro.

## Tracce
Tutte le canzoni sono state scritte da David Bowie, tranne quando indicato.

### Versione 1974 - RCA Records
Lato 1
1. 1984 – 3:20
2. Rebel Rebel – 2:40
3. Moonage Daydream – 5:10
4. Sweet Thing (contiene Sweet Thing/Candidate/Sweet Thing (Reprise)) – 8:48

Lato 2
1. Changes – 3:34
2. Suffragette City – 3:45
3. Aladdin Sane – 4:57
4. All the Young Dudes – 4:18
5. Cracked Actor – 3:29

Lato 3
1. Rock 'n' Roll with Me – 4:18 (Bowie, Warren Peace)
2. Watch That Man – 4:55
3. Knock on Wood – 3:08 (Eddie Floyd, Steve Cropper)
4. Diamond Dogs – 6:32

Lato 4
1. Big Brother (contiene Big Brother/Chant of the Ever-Circling Skeletal Family) – 4:08
2. The Width of a Circle – 8:12
3. The Jean Genie – 5:13
4. Rock 'n' Roll Suicide – 4:30

### Versione 1990 - Rykodisc/EMI
Disco 1
1. 1984 – 3:20
2. Rebel Rebel – 2:40
3. Moonage Daydream – 5:10
4. Sweet Thing (contiene Sweet Thing/Candidate/Sweet Thing (Reprise)) – 8:48
5. Changes – 3:34
6. Suffragette City – 3:45
7. Aladdin Sane – 4:57
8. All the Young Dudes – 4:18
9. Cracked Actor – 3:29
10. Rock 'n' Roll with Me – 4:18 (Bowie, Peace)
11. Watch That Man – 4:55

Disco 2
1. Knock on Wood – 3:08
2. Diamond Dogs – 6:32
3. Big Brother (contiene Big Brother/Chant of the Ever-Circling Skeletal Family) – 4:08
4. The Width of a Circle – 8:12
5. The Jean Genie – 5:13
6. Rock 'n' Roll Suicide – 4:30
7. Band Intro (Bonus track) – 0:09
8. Here Today, Gone Tomorrow (Bonus track) – 3:32 (Leroy Bonner, Joe Harris, Marshall Jones, Ralph Middlebrooks, Dutch Robinson, Clarence Satchell, Gary Webster)
9. Time (Bonus track) – 5:19

### Versione 2005 - EMI/Virgin
Disco 1
1. 1984 – 3:20
2. Rebel Rebel – 2:40
3. Moonage Daydream – 5:10
4. Sweet Thing – 8:48
5. Changes – 3:34
6. Suffragette City – 3:45
7. Aladdin Sane – 4:57
8. All the Young Dudes – 4:18
9. Cracked Actor – 3:29
10. Rock 'n' Roll with Me – 4:18
11. Watch That Man – 4:55

Disco 2
1. Knock on Wood – 3:08
2. Here Today, Gone Tomorrow – 3:32
3. Space Oddity (Bonus track) – 6:27
4. Diamond Dogs – 6:32
5. Panic in Detroit (Bonus track) – 5:41
6. Big Brother – 4:08
7. Time – 5:19
8. The Width of a Circle – 8:12
9. The Jean Genie – 5:13
10. Rock 'n' Roll Suicide – 4:30
11. Band Intro – 0:09

## Formazione
- David Bowie – voce, chitarra, pianoforte, sassofono
- Earl Slick – chitarra
- Herbie Flowers – basso
- Michael Kamen – piano, moog, oboe, arrangiamenti
- Tony Newman – batteria
- Pablo Rosario – percussioni
- David Sanborn – sassofono, flauto
- Richard Grando – sassofono, flauto
- Mike Garson – piano, Mellotron
- Gui Andrisano – voce
- Warren Peace – voce